# Palaeochrysophanus delunata
Palaeochrysophanus delunata är en fjärilsart som beskrevs av Pionneau 1936. Palaeochrysophanus delunata ingår i släktet Palaeochrysophanus och familjen juvelvingar. Inga underarter finns listade i Catalogue of Life.